# دهستان سنجبد جنوبی
دهستان سنجبد جنوبی یا دهستان فولادلوی غربی نام دهستانی در بخش فیروز شهرستان کوثر، استان اردبیل در ایران است. براساس سرشماری مرکز آمار ایران در سال ۱۳۸۵، جمعیت آن ۳۲۱۱ نفر (۶۹۰ خانوار) بوده‌است.